# Teva Pharmaceutical Industries
Teva Pharmaceutical Industries Ltd., ook wel afgekort als Teva, is een Israëlisch farmaceutisch bedrijf.  Teva is Hebreeuws voor natuur. 
Teva is uitgegroeid tot een van de grootste farmaceutische bedrijven ter wereld, en is een van de grootste producenten van generieke en merkgeneesmiddelen.

## Geschiedenis
Teva begon als klein bedrijf in Jeruzalem, toen in Ottomaans Palestina, in 1901. Het bedrijf begon onder de naam Salomon, Levin en Elstein Ltd., vernoemd naar de apothekers die het bedrijf hadden opgericht. Het bedrijf verspreidde geïmporteerde medicijnen door het hele land, onder andere met behulp van muilezels en kamelenkaravanen. 

### Nederland
In Nederland begon de geschiedenis van Teva met 
twee ondernemende Haarlemmers: Arnold de Vita en Cees Teves. Zij begonnen in 1946 een farmaceutisch bedrijf onder de naam Pharmachemie. Daarmee legden ze zich toe op de import en verkoop van geneesmiddelen. Vanaf 1954 gingen ze deze ook zelf produceren. Zo werden er  tabletten tot anti-kankermedicijnen geproduceerd.
In de Waarderpolder in Haarlem werd de huidige fabriek gebouwd, deze fabriek was op dat moment een van de modernste ter wereld. Vanaf de opening in september 1990 fabriceerde Pharmachemie hier op hoogwaardige wijze grote hoeveelheden geneesmiddelen.
In 1998 kwam Pharmachemie in handen van Teva. Hierdoor werd Teva een van de grootste leveranciers van medicijnen in Nederland. Daarnaast ging Teva zich verder specialiseren in de ontwikkeling en productie van geneesmiddelen tegen kanker en chronische longaandoeningen.

## België
In juli 2025 roept Nawal Farih, de fractieleider van CD&V in de Kamer, minister van Volksgezondheid Frank Vandenbroucke op om de middelen van Teva te weren uit het Belgische gezondheidssysteem indien er gelijkwaardige alternatieven bestaan.